# Cemitério do Alecrim
O Cemitério do Alecrim é a primeira necrópole pública de Natal, capital do Rio Grande do Norte. Foi inaugurado em 1856. Fica localizado no bairro homônimo. Foi tombado como patrimônio histórico de Natal em 2011.